# Riley Voelkel
Riley Voelkel (Elk Grove, 26 aprile 1990) è un'attrice statunitense.
È principalmente nota per il suo ruolo di Freya Mikaelson in The Originals. Ha anche recitato nel ruolo di Jenna Johnson nella serie The Newsroom e di Milena Jovanovic nella serie Chicago Med.

## Biografia
Riley Voelkel è nata negli Stati Uniti, ma è cresciuta in Canada. È stata fin da bambina un'amante della scuola e degli sport, tanto da rimanere per nove anni nella squadra di softball. Qualche mese prima di andare al college, ha tentato la fortuna con alcuni esperti di moda arrivati in città. Dopo essere stata selezionata, raggiunge New York per presentarsi ad alcune agenzie, ma viene rifiutata. Come ultimo tentativo, si sposta a Los Angeles, dove invece viene molto apprezzata. Si trasferisce quindi a Los Angeles per divenire modella, ma poco più tardi, comincia a frequentare un corso di recitazione.

## Carriera
La sua prima apparizione è nel film The Social Network. Dopodiché, entra nel cast del film The Secret Lives of Dorks, in cui ha un ruolo di maggior rilievo. Nel 2012 entra a far parte del cast della serie televisiva The Newsroom. Nel 2015 è una dei protagonisti del film Point of Honor.
Nell'autunno 2014 interpreta il ruolo di Freya Mikaelson nella seconda stagione della serie televisiva The Originals, come guest star. Al termine della stagione, entra nel cast regular. nel 2019 riprende il suo ruolo nella serie spinoff Legacies

## Filmografia

### Cinema
- The Social Network, regia di David Fincher (2010) - non accreditata
- Prom - Ballo di fine anno (Prom), regia di Joe Nussbaum (2011)
- Luna nascosta (Hidden Moon), regia José Pepe Bojórquez (2012)
- The Secret Lives of Dorks, regia di Salomé Breziner (2013)
- Brampton's Own, regia di Michael Doneger (2018)
- Scrambled, regia di Frank Reina (2021)
- Scrambled, regia di FJR (2024)

### Televisione
- Glory Daze - serie TV, episodio 1x01 (2010)
- The Mentalist - serie TV, episodio 4x13 (2012)
- The Newsroom - serie TV, 15 episodi (2012-2014)
- American Horror Story - serie TV, episodi 3x03, 3x04 e 3x07 (2013)
- Glee - serie TV, episodio 5x14 (2014)
- The Originals - serie TV, 55 episodi (2014-2018)
- Point of Honor - film TV, regia di Randall Wallace (2015)
- Il ritorno di un amore (Advance & Retreat) - film TV, regia di Steven R. Monroe (2016)
- Ryan Hansen Solves Crimes on Television - serie TV, episodio 1x02 (2017)
- Roswell, New Mexico - serie TV, 20 episodi (2019-2022)
- Legacies - serie TV, episodi 2x06, 4x03 e 4x15 (2019-2022)
- Hightown - serie TV, 25 episodi (2020-2025)
- Chicago Med - serie TV, 9 episodi (2021-2022)

### Cortometraggi
- Big Science Bad Business, regia di Mike Robertson (2017)

## Doppiatrici italiane
Nelle versioni in italiano dei suoi film, Riley Voelkel è stata doppiata da:
- Joy Saltarelli in The Originals, Legacies
- Valentina Favazza in Il ritorno di un amore
- Domitilla D'Amico in American Horror Story
- Giò Giò Rapattoni in Roswell, New Mexico
- Veronica Puccio in Chicago Med

## Pubblicità
Paco Rabanne - profumo (2016)